# Saint-Euphraise-et-Clairizet
Saint-Euphraise-et-Clairizet – miejscowość i gmina we Francji, w regionie Grand Est, w departamencie Marna.
Według danych na rok 1990 gminę zamieszkiwało 189 osób, a gęstość zaludnienia wynosiła 38 osób/km².